# Russula subsect. Sanguinae
Russula subsect. Sanguinae  oder  Sanguinineae  ist eine Untersektion von Pilzen aus der Gattung Russula, die innerhalb der Sektion Firmae steht.

## Merkmale
Zur Untersektion gehören mittelgroße bis große, meist derbfleischige Arten mit scharfem oder sehr scharfem Geschmack und creme- bis ockerfarbem Sporenpulver. Die Hutfarbe ist lebhaft und kräftig rot, purpurn oder violett. Der Stiel ist fast immer rötlich oder purpurn überlaufen. Bei manchen Arten gilbt das Fleisch, es graut aber nur sehr selten und wenn, dann nur sehr schwach. In der Regel gehen die Arten der Untersektion eine Symbiose mit verschiedenen Nadelbäumen ein. 
Die Huthaut enthält mehr oder weniger Pileozystiden, die sich mit Sulfobenzaldehyd anfärben lassen (manchmal nur schwach). Säurefeste Inkrustierungen kommen nicht vor.
- Die Typart ist Russula sanguinaria, der Blut-Täubling.[1][2]

### Systematik
Bons Untersektion Sanguinae entspricht im Wesentlichen Romagnesis Untersektion Sardoniae, nur dass diese bei Romagnesi in der Sektion Atropurpurae steht und bei Bon in der Sektion Firmae. Bei Singer enthält die Untersektion zusätzlich Arten aus der Untersektion Exalbicantinae, die bei Singer komplett fehlt. Er stellt aber den Verblassenden Täubling in seine Untersektion Sardoniae, die aber nicht mit der Untersektion von Romagnesi übereinstimmt. Auch bei Sarnari fehlt die Untersektion Sanguinae. Bei ihm gibt es eine große Untersektion Sardoniae, die die Untersektion Exalbicantinae, Sanguinae und Persicinae (nach Romagnesi) vereinigt. R-DNS-Analysen zeigen, dass die Vertreter der Untersektion Sanguinae (bzw. Sardoniae nach Romagnesi) mit Arten aus der Untersektion Russula, Atropurpurinae, Fellinae eine Abstammungslinie bilden. Immerhin sprechen aber die Ergebnisse der Mykorrhizaanalyse dafür, dass man die Untersektion von den anderen Untersektionen abtrennt.
| Deutscher Artname                                              | Wissenschaftlicher Artname              | Autor                                                |
| -------------------------------------------------------------- | --------------------------------------- | ---------------------------------------------------- |
| Zitronenblättriger Täubling                                    | Russula sardonia                        | Fr. (1838)                                           |
| Flammenstiel-Täubling                                          | Russula rhodopus                        | Zvára (1927)                                         |
| Sumpf-Täubling                                                 | Russula helodes                         | Melzer (1989)                                        |
| Blut-Täubling                                                  | Russula sanguinaria (Syn. R. sanguinea) | (Schumach.) R. Rauschert (1989) ((Bull.) Fr. (1838)) |
| Stachelbeer-Täubling                                           | Russula queletii                        | Fr. (1838)                                           |
| Wolfs-Täubling                                                 | Russula torulosa                        | Bres. (1929)                                         |
| Dunkler Wolfs-Täubling*                                        | Russula fuscorubra*                     | Bres., J. Blum (1951)                                |
| Dunkelroter Stachelbeer-Täubling                               | Russula fuscorubroides                  | Bon (1976)                                           |
| Mit Stern gekennzeichnete Arten haben keinen gültigen Artrang. |                                         |                                                      |